# Lee (nome coreano)

Percentagem de nomes de família na Coreia
Kim, Gim
Lee, Yi, Rhee
Park, Pak
Choi
Jung, Jeong, Chung, Cheong

Lee é a grafia comum no inglês de 이, um nome de família coreano muito comum. A pronúncia correta na Coreia do Sul é como a letra "E", embora na Coreia do Norte o nome ainda seja escrito como "리" e pronunciado "Lee". Muitas vezes os sul-coreanos vai conscientemente apresentar-se como "Lee" aos estrangeiros, embora esta não seja a pronúncia correta de seu nome. A ortografia mais tradicional e, portanto, pronúncia do nome é norte-coreana "리" (Lee). 이 derivado do caractere chinês Lee (李) (o caractere coreano Hanja é escrito da mesma maneira) 李 é o segundo nome de família mais comum (depois de Kim) na Coreia, com 이 derivado de 異 ou 伊 sendo relativamente raro. O nome é por vezes transliterado também como Yi ou Ri (norte-coreano), a era antigamente transliterado como Rhie ou Rhee (Syngman Rhee é um exemplo) para a pronúncia do r e l na língua coreana são pronunciadas como um "r" no início de uma palavra. A pronúncia de 李 como 리 ainda é comum na Coreia do Norte.

## Distribuição
이 é o sobrenome de aproximadamente 15% dos coreanos. Isso se traduz em 6.796.227 pessoas na Coreia do Sul (2000), e outros milhões na Coreia do Norte (incluindo 리) e entre os emigrantes coreanos e seus descendentes em todo o mundo.